# Шарънвил
Шарънвил (на английски: Sharonville) е град в Охайо, Съединени американски щати. Намира се на 20 km северно от центъра на Синсинати. Населението му е 13 797 души (по приблизителна оценка от 2017 г.).

## Личности
В Шарънвил е родена актрисата Кармен Електра (р. 1972).